# Callipogon proletarius
Callipogon proletarius är en skalbaggsart som beskrevs av Auguste Lameere 1904. Callipogon proletarius ingår i släktet Callipogon och familjen långhorningar.
Artens utbredningsområde är Martinique. Inga underarter finns listade.